# 芬蘭入侵拉多加卡累利阿
芬蘭入侵拉多加卡累利阿是1941年發動的軍事行動，被普遍認為是繼續戰爭的一部分。芬軍在戰爭初期就解放了拉多加卡累利阿，當地曾根據作為結束冬季戰爭的《莫斯科和平協定》，於1940年3月13日割讓給蘇聯。後來蘇聯於1944年夏季的維堡-彼得羅扎沃茨克攻勢解放了東拉多加卡累利阿。

## 初始部隊布局
芬軍在繼續戰爭開打之時擺出的是防守陣勢，但曼納海姆於6月29日創建了卡累利阿軍團，交由埃里克·海因里克斯少將指揮，並下令準備進攻拉多加卡累利阿。卡累利阿軍團包含第六軍（下轄第5及第11師）、第七軍（下轄第7及第19師）及奧伊諾寧戰鬥群（Group Oinonen，也被稱為0戰鬥群，下轄騎兵旅、第1及第2獵兵旅）。芬蘭第1師則作為預備隊。芬軍計畫先推進至拉多加湖岸，再沿著岸邊深入以分割蘇聯守軍。
蘇軍方面駐防的是第7軍團、索爾塔瓦拉附近的第168步兵師及亞尼斯湖（耶尼斯湖）北面的第71步兵師。蘇軍沿著索爾塔瓦拉邊境、韦尔齐莱及科尔皮塞尔凯（Korpiselkä）等重要路口均修築了野戰防禦工事。

## 發起攻勢

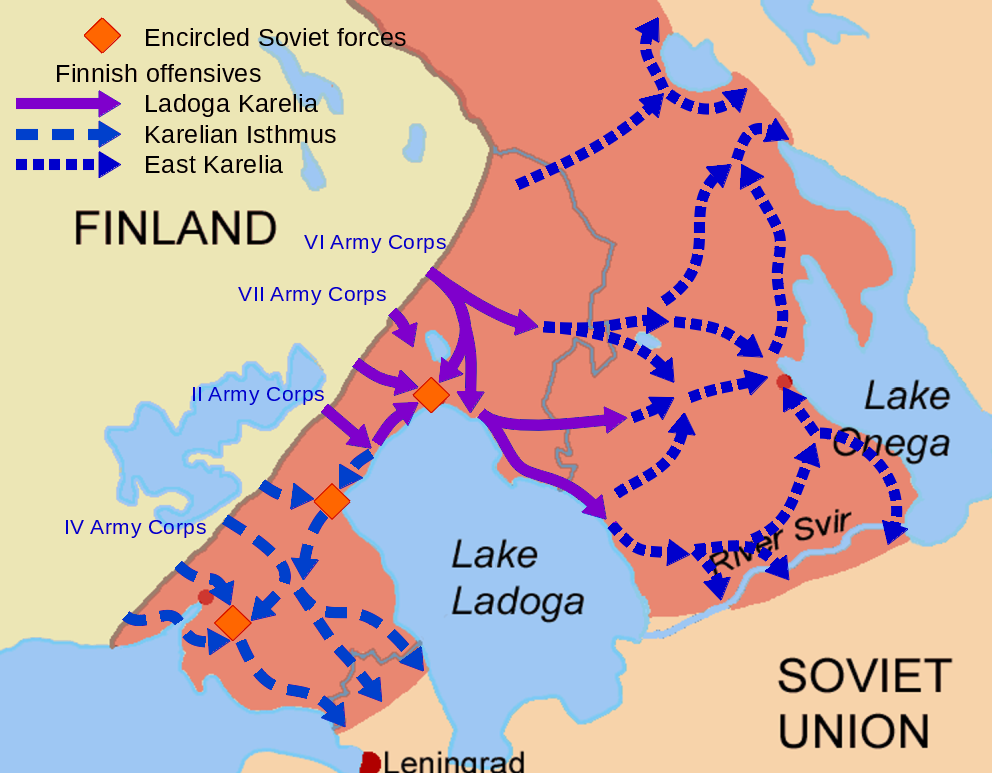
這幅地圖描繪了芬蘭1941年夏秋之際在卡累利阿地區的攻勢，該攻勢與德軍的巴巴羅薩行動相呼應。圖上顯示了芬軍推進的最遠處，以及冬季戰爭前後的變界線變化。

7月9日，芬軍收到發起攻勢的指令，其中帕沃·塔爾韋拉指揮之第6軍的主要任務，係在突破蘇軍在韦尔齐莱及科尔皮塞尔凯（Korpiselkä）的防線。芬軍的攻勢很快就壓倒蘇方守軍。魯本·拉古斯指揮的芬蘭第1獵兵旅從0戰鬥群中調來，以作為攻勢的矛頭，並成功在蘇軍防線上撕裂出突破口，隨後芬軍輕步兵（部分人員配備腳踏車）便透過這個缺口向前推進。
由芬蘭第六軍的第11師組成的右翼攻勢，在亞尼斯湖東岸遭遇蘇軍的激烈抵抗，直至7月16日芬軍才掃清障礙。掃蕩完畢後，第11師向前推進並繞過亞尼斯湖南端，並沿著耶尼斯河面西方建立陣地。同時，位於亞尼斯湖西岸的芬蘭第七軍也向南進攻，然而蘇軍強大的防禦工事阻滯了芬軍攻勢，後者直到7月15日才攻抵蘇軍主力防線。7月17日，芬蘭第七軍才推進到耶尼斯河，並於四天後才完成對周圍殘餘蘇軍的掃蕩。由於芬軍的推進將戰線擴大，因此部分部隊於7月16日開始重新部署，其中芬蘭第1師奉命掩護東翼的推進，而芬蘭第17師也留下漢科海軍基地當地的蘇聯守軍，同樣被重新部署到東翼。擁有兩個團的德國第163步兵師則收到奪取蘇維拉赫蒂（Suvilahti, Republic of Karelia）城鎮及周邊鐵路要道的命令，這些調度有效地讓區芬軍力量一躍至三個師。
芬蘭第六軍左翼的推進由兩個旅組成的奧伊諾寧戰鬥群負責，但幾乎在推進之始便遭遇阻滯。這次推進牽制了部份蘇軍，但指揮第六軍的塔爾韋拉認為，奧伊諾寧戰鬥群的任務徹底失敗。然而，他也同時批評上級在已知蘇軍強大防禦陣地的情形下，卻依然下令要他的輕武裝部隊發動進攻。
芬軍主力持續沿著索爾塔瓦拉到彼得羅札沃茨克的鐵路，向南往洛伊莫拉的方向前進。7月15日，芬軍攻佔洛伊莫拉。塔爾韋拉將軍進一步派兵進攻，第1獵兵旅更在經歷110公里遠的挑戰推進後，於次日抵達位於科伊里諾亞的拉多加湖畔。如此一來，當地蘇軍的聯繫也遭切斷。當塔爾韋拉率軍繼續沿著拉多加湖岸向東並進一步向內陸推進時，蘇軍已經重整部分部隊，並向拉多加湖東岸緊急增援。蘇聯第452摩托化步兵團在薩爾米鎮周圍建立的防禦陣地，然而推進的芬軍包圍守軍，並於7月21日攻佔薩爾米。7月23日，第六軍攻抵1939年戰前邊界後，曼納海姆於隔日下令叫停繼續向東進攻的勢頭，並要求部隊沿图莱马河（Tuulema River）設立防禦陣地。芬軍對於跨越1939年舊邊界感到不快，初期甚至有超過兩千人拒絕越境。

## 拉多加卡累利阿區的持續交火
芬軍第7軍第7師從東向索爾塔瓦拉發起進攻，並於7月25日攻佔魯斯克阿拉村，讓圍攻位於索爾塔瓦拉蘇聯守軍的芬軍能夠統一戰線。為增援當地駐防的第168步兵師，蘇軍派出第198摩托化師並準備對耶尼斯河發起反擊。然而芬軍卻奪得蘇軍反擊計畫，有了這些計畫，芬軍在增援到來的情況下擊退了蘇軍的反攻，到了8月1日，蘇軍第198摩托化步兵師已全面潰退。芬軍決定派出陸軍第二軍推進並包圍蘇軍。
8月7日，芬軍第二軍第2師已經抵達位於拉赫堅波希亞的拉多加湖岸，並切斷湖西北方蘇軍單位的撤退路線。芬軍在索爾塔瓦拉附近的進攻部隊第2、7、19師重組為第一軍，隨後於8月15日攻佔該城。駐防當地的蘇聯第168步兵師沿著岸邊撤退，但遭包圍。蘇軍設法撤離了大多數在拉多加湖中駁船上的人員，而芬軍則奪取了大量蘇軍未能帶走的戰爭物資。

### 註解
1. ↑  Lunde (2011) p. 158
2. ↑  Nenye (2016) p. 68
3. ↑  Nenye (2016) p. 70
4. ↑  Lunde (2011) p. 159
5. 1 2 3  Lunde (2011) p. 160
6. ↑  Nenye (2016) pp. 81-82
7. ↑  Nenye (2016) p. 81
8. 1 2  Lunde (2011) p. 161
9. ↑  Nenye (2016) p. 84
10. ↑  Nenye (2016) p. 87-88
11. ↑  Nenye (2016) p. 88-89